# Planetário do Porto - Centro Ciência Viva

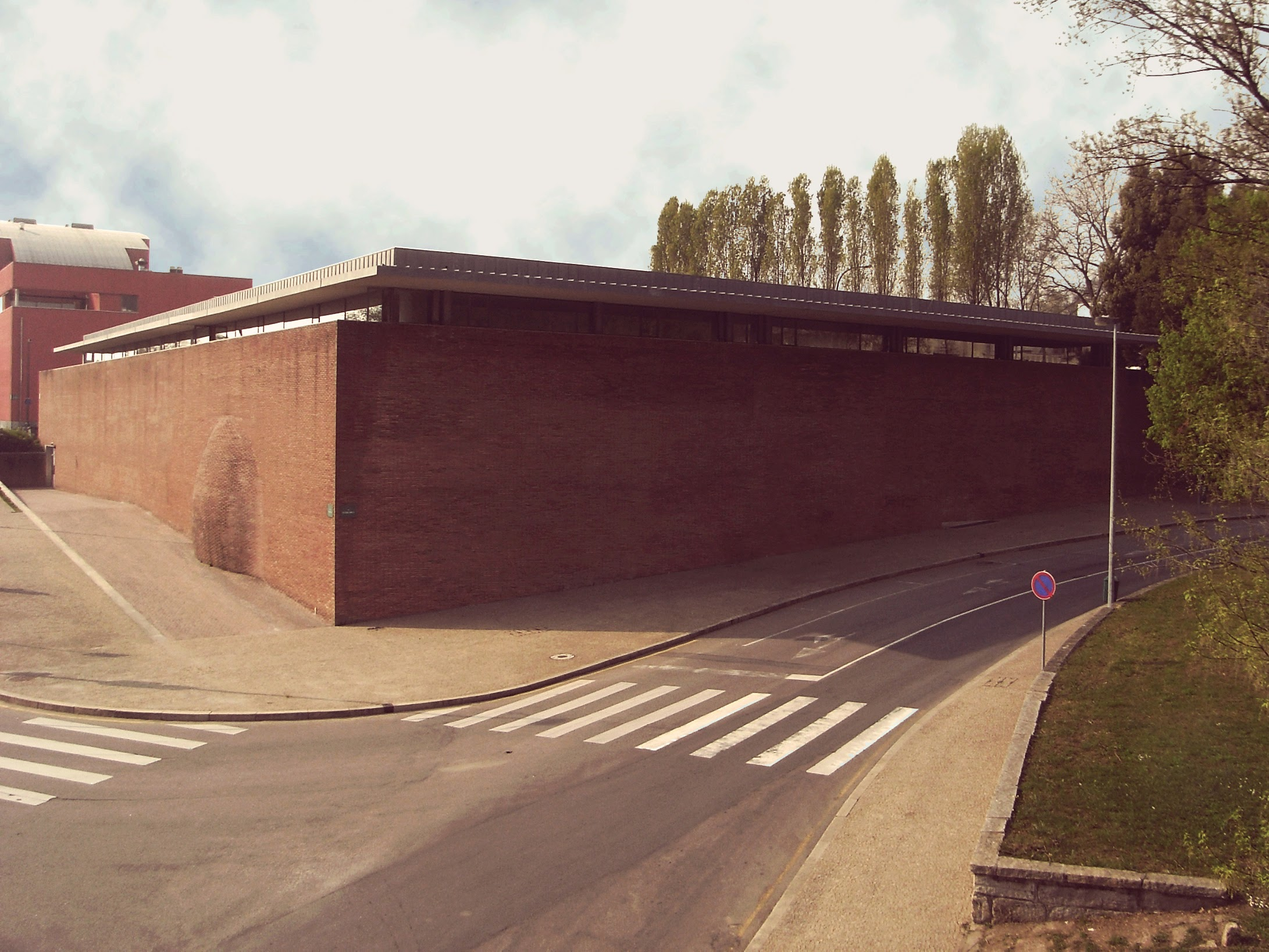
Vista exterior do edifício do Planetário do Porto - Centro Ciência Viva

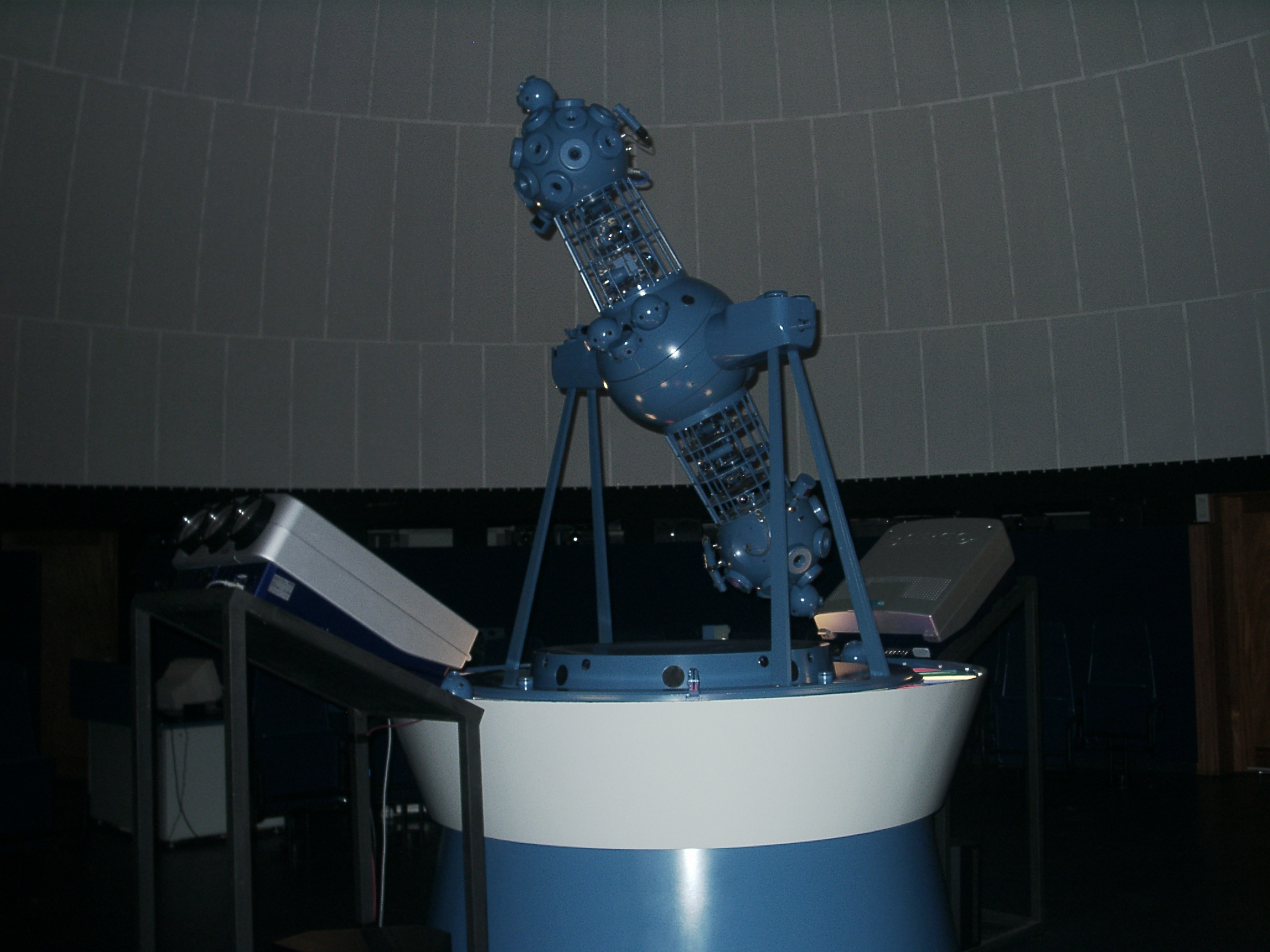
Interior da cúpula do Planetário do Porto, com o projetor original, substituído em 2014

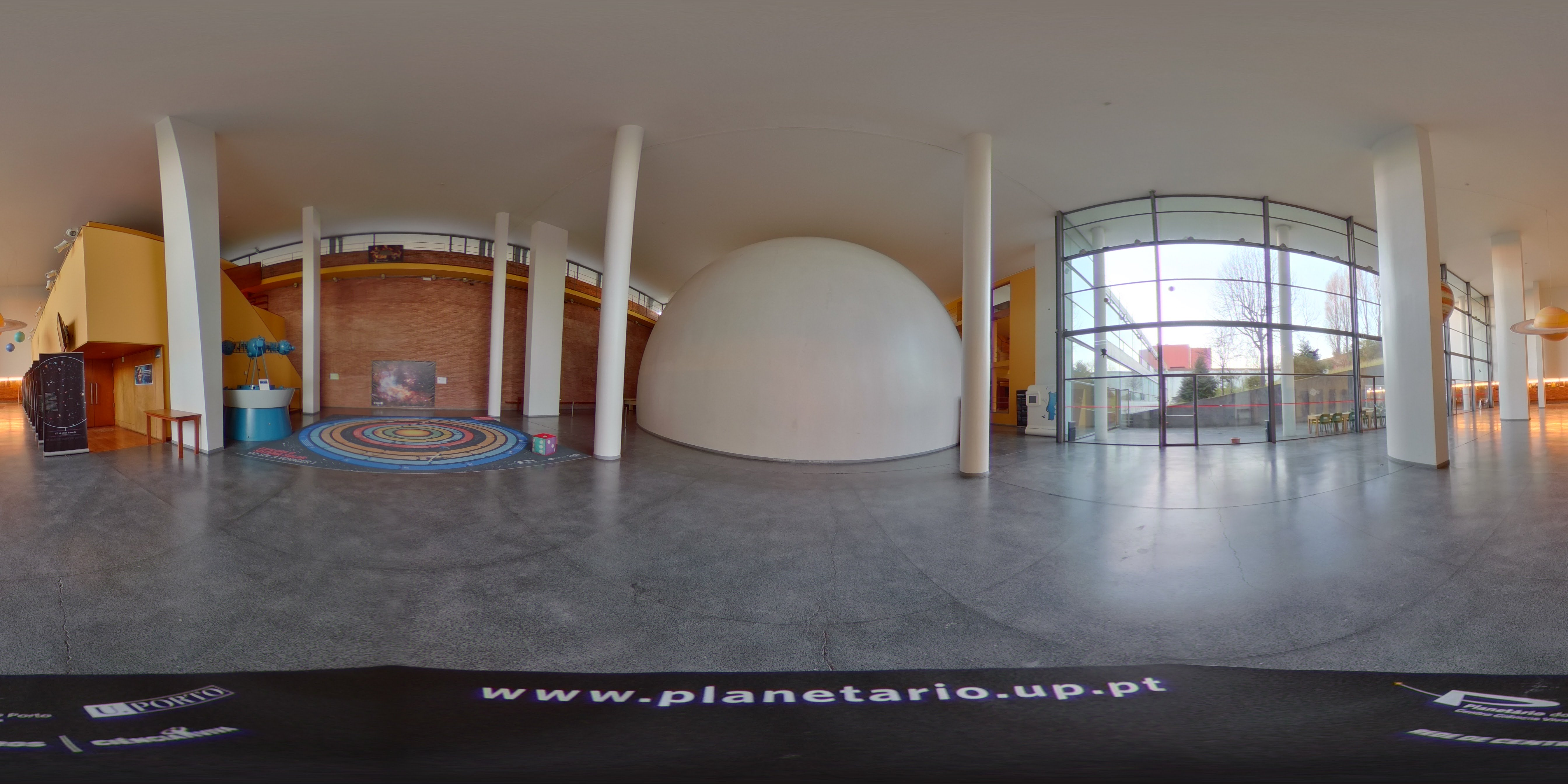
Vista 360º do Hall do Planetário do Porto - Centro Ciência Viva

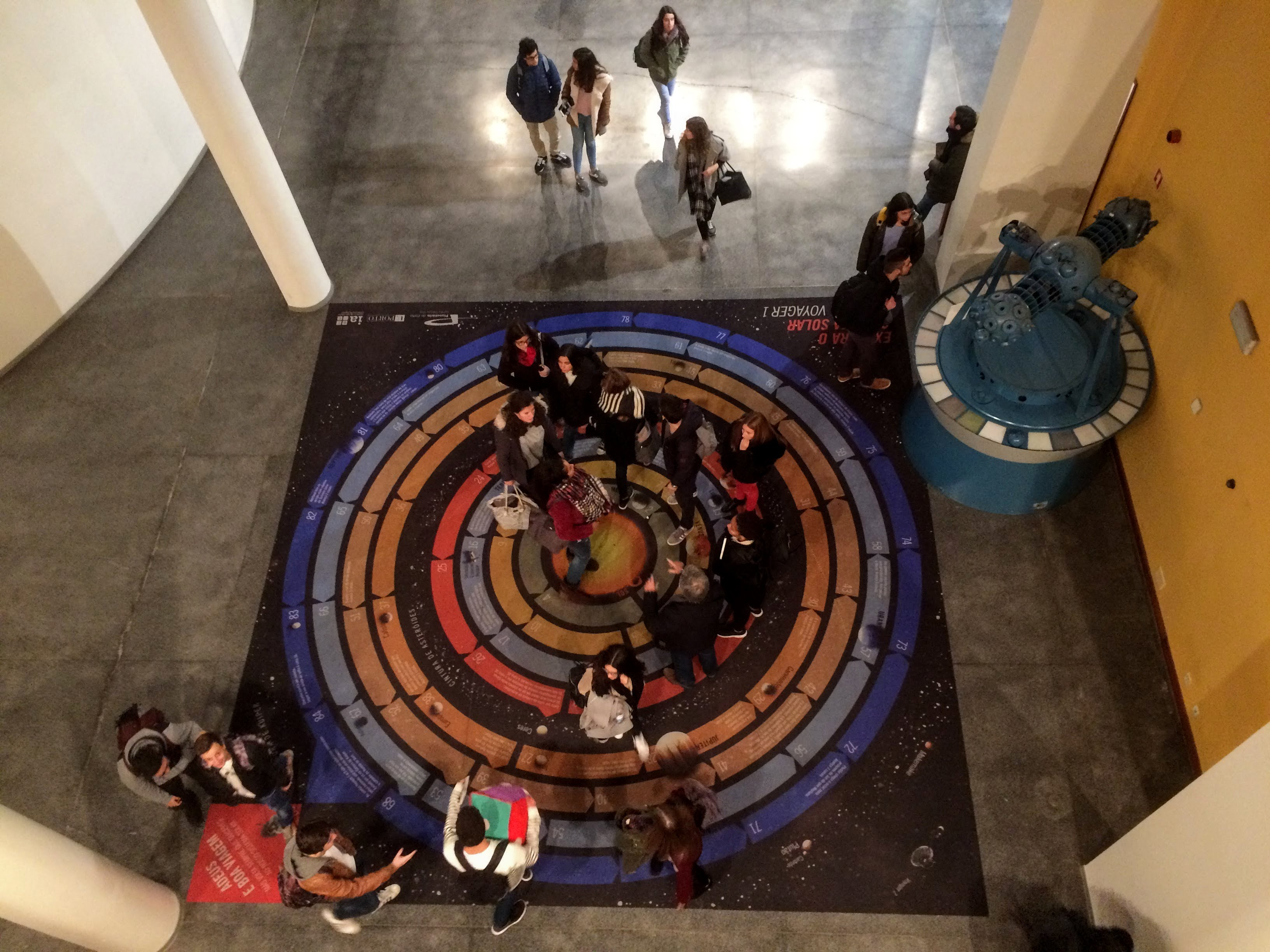
Jogo da Glória do Sistema Solar, disponível no Hall do Planetário do Porto - Centro Ciência Viva

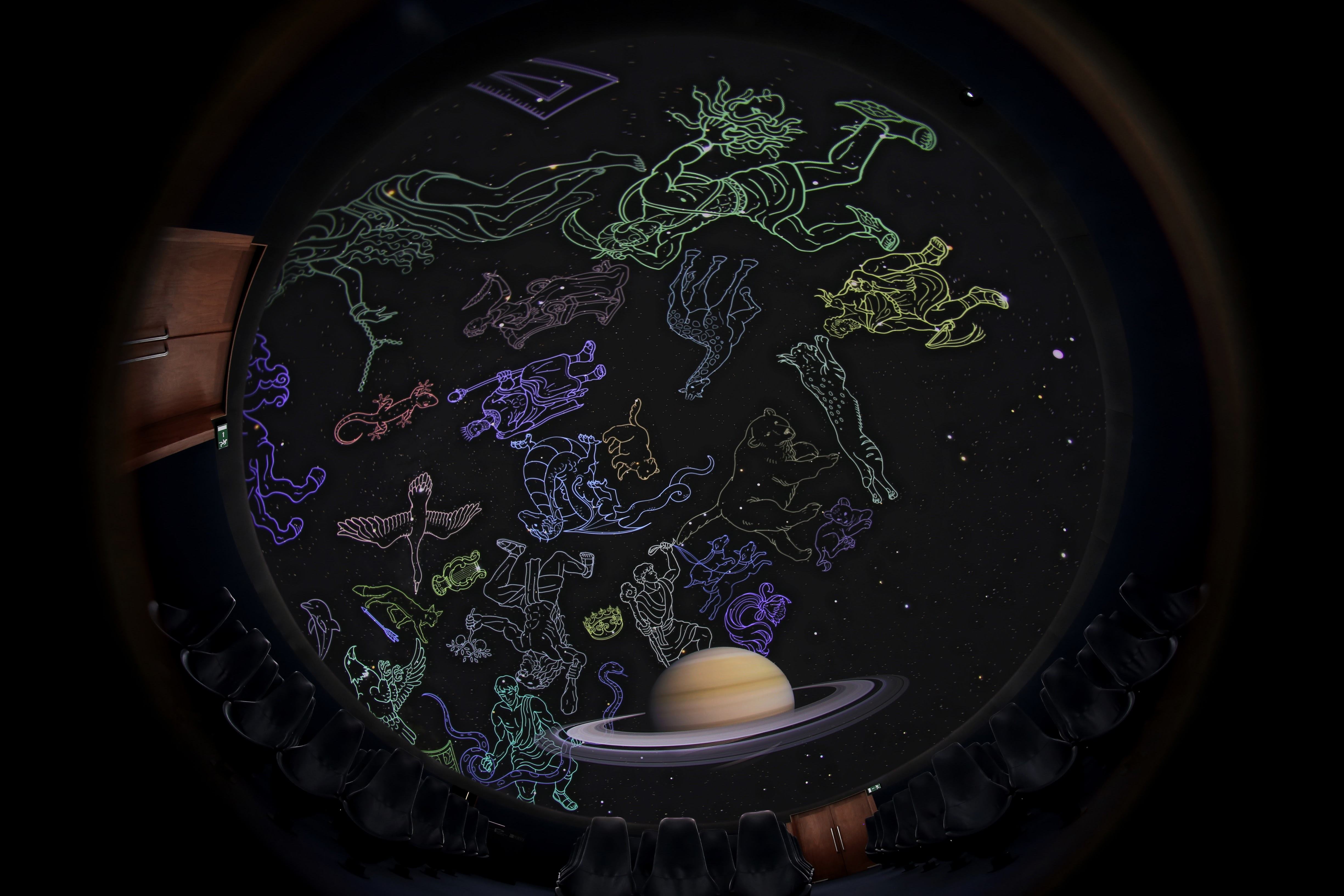
Projeção imersiva fulldome de uma simulação do céu visto à superfície da Terra na cúpula do Planetário do Porto - Centro Ciência Viva

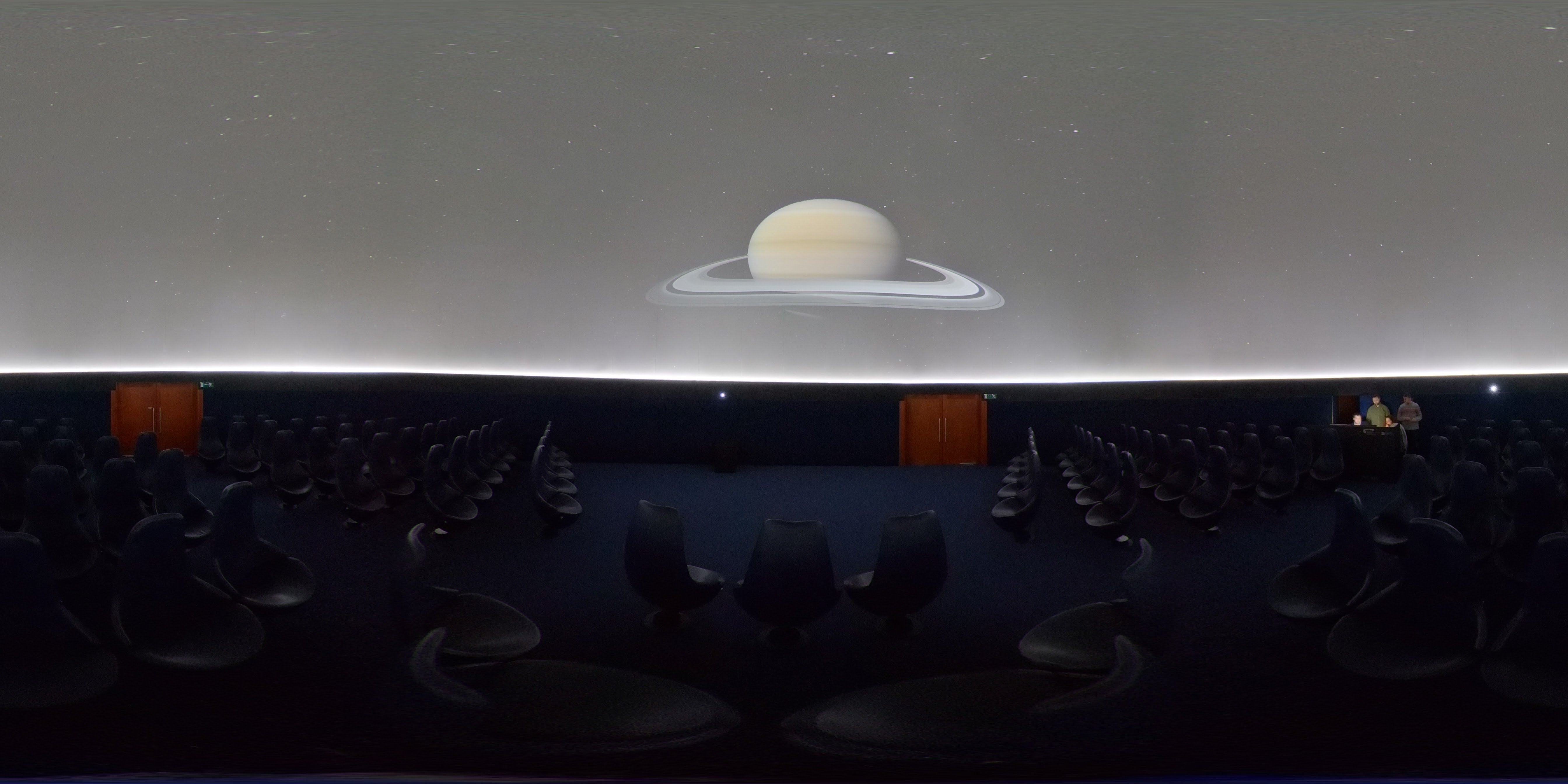
Vista 360º do interior da Cúpula do Planetário do Porto - Centro Ciência Viva

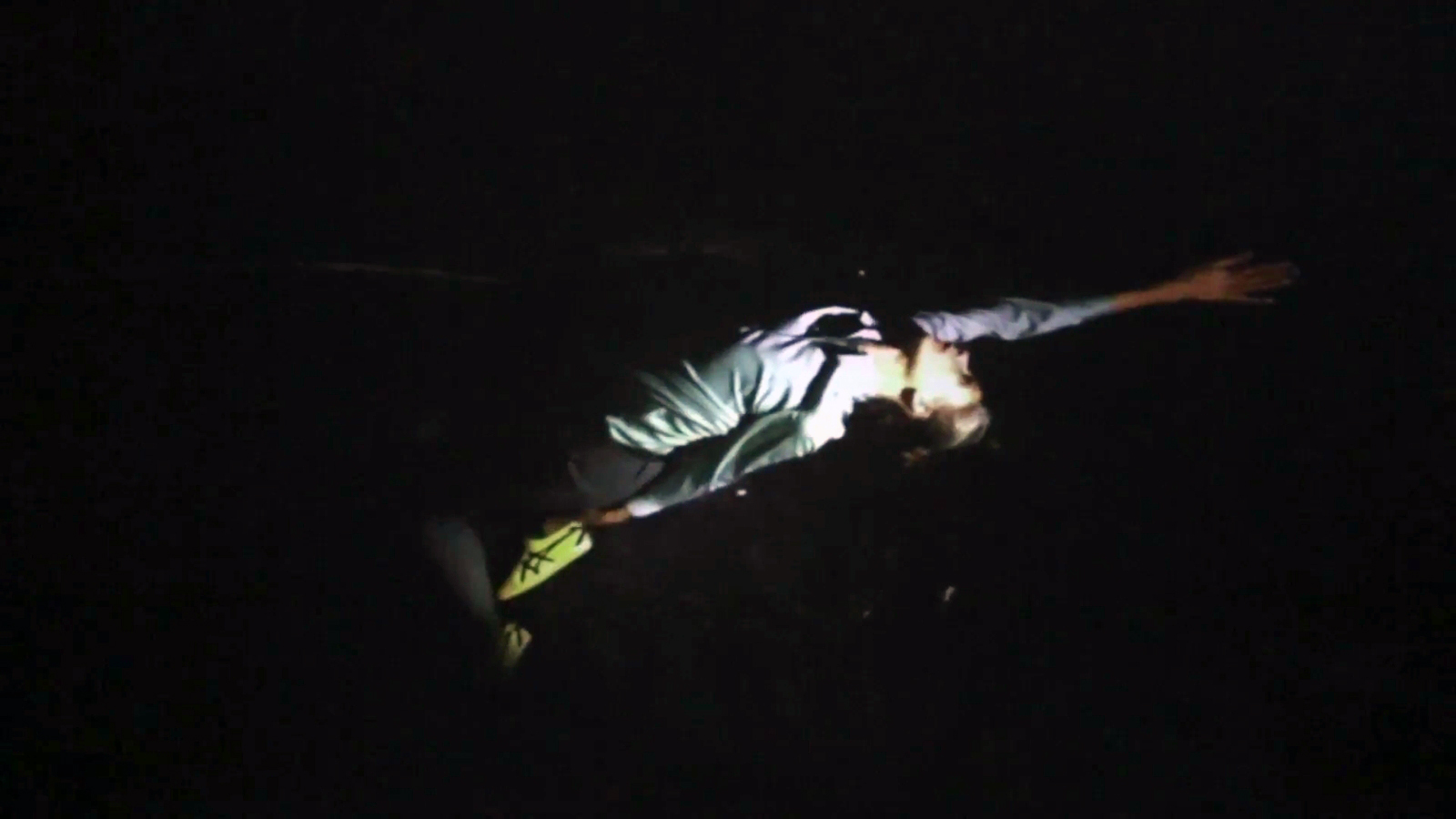
Peça de vídeo-dança fulldome "Histórias de além Terra", de Leonor Keil, apresentada no Planetário do Porto - Centro Ciência Viva

O Planetário do Porto - Centro Ciência Viva localiza-se na cidade, concelho e distrito do Porto, em Portugal. Implantado no Pólo III da Universidade do Porto, é um planetário integrante da rede de centros Ciência Viva.
Desde 3 de junho de 2015 possui um sistema de projeção digital fulldome, que o transformou num autêntico cinema digital imersivo.

## História
A proposta do que viria a ser o edifício do Planetário do Porto/Centro de Astrofísica da Universidade do Porto (CAUP) foi criada pela Professora Teresa Lago em 1996, à altura a diretora do CAUP. Inicialmente propriedade da Fundação para a Ciência e Desenvolvimento, entidade cujos sócios fundadores eram a Câmara Municipal do Porto e a Universidade do Porto, o edifício do Planetário do Porto foi projectado pelo arquiteto José Manuel Soares, tendo aberto ao público a 24 de novembro de 1998.
Em Outubro de 2012, a Assembleia Municipal do Porto aprovou a extinção da Fundação para a Ciência e Desenvolvimento. O processo de extinção, liderado por uma comissão liquidatária, ficou concluido no final de 2013, altura em que o Planetário passou para a ser propriedade da Universidade do Porto.
A gestão está a cargo da associação Centro de Astrofísica da Universidade do Porto.
Desde que abriu ao público, em novembro de 1998, o Planetário do Porto tinha como peça central o projector optomecânico Zeiss Spacemaster RFP DP3, que projetava cerca de seis mil estrelas, de ambos os hemisférios da Terra.
No dia 1 de Julho de 2014 o planetário encerrou para obras. O objectivo foi a substituição do sistema clássico de projecção optomecânica, por um moderno sistema digital, que tornou o Planetário do Porto - Centro Ciência Viva no maior planetário digital em funcionamento em Portugal.
A primeira melhoria recaiu nas condições das salas, nomeadamente no sistema de ar condicionado. A cúpula interior foi substituída, de modo a poder albergar o novo sistema digital.
O planetário reabriu a 3 de junho de 2015, com o sistema de vídeo imersivo e software de simulação do Universo Sky Explorer, fornecido pela empresa RSA Cosmos. Em conjunto com uma nova cúpula de projeção, construída pela empresa Astrotec, os visitantes são agora transportados para dentro da ação, numa experiência imersiva única.
O planetário tem como missão atrair a população para a ciência, tendo também intervenção a nível cultural. Neste espaço, além das sessões de planetário, realizam-se também cursos de formação, palestras, observações astronómicas ou conferências. A cúpula do planetário pode ainda ser usada para outro tipo de espetáculos, como por exemplo concertos, que usem projeção imersiva fulldome como complemento multimédia.

## Características
As suas instalações contam com uma sala de projeção com uma cúpula de 12,5 m de diâmetro e tem capacidade para 94 visitantes, mais 2 espaços reservados para cadeiras de rodas.
O projetor principal entre 1998 e 2014 era da marca Zeiss, modelo Spacemaster RFP DP3, que projetava cerca de seis mil estrelas, de ambos os hemisférios da Terra.
Em 2015, reabriu com um novo sistema de projeção digital fulldome, que associado ao software de simulação do Universo Sky Explorer, permite não só ver o céu, como viajar pelo Sistema Solar e pelo resto da galáxia, até às galáxias mais distantes conhecidas. O sistema tem ainda a capacidade de simular locais e eventos específicos, como mostrar a sonda Curiosity na superfície de Marte, ou orbitar um buraco negro. Permite também projetar conteúdos Fulldome, como sessões imersivas temáticas.
Atualmente tem disponíveis várias sessões, dirigidas a todos os públicos de todos os níveis de formação, desde o pré-escolar até ao Universitário . Algumas curtas-metragens imersivas apresentadas nestas sessões foram co-produzidas pelo planetário e por:
- ESAD Matosinhos
- Faculdade de Belas Artes da Universidade do Porto
- Faculdade de Engenharia da Universidade do Porto

Além das sessões, na oferta pedagógica para as escolas há ainda atividades experimentais/oficinas pedagógicas, adaptadas a graus de escolaridade específicos.
Tem também um auditório com capacidade para 60 lugares,um "foyer" com alguns módulos expositivos, que funciona como espaço para a realização de eventos, e uma cafetaria. 